# محطة قطار باتي موديعين
محطة قطار ضواحي موديعين (بالعبرية: תחנת הרכבת פאתי מודיעין تَخَنَات هَرَكِيڨِت پَاتِي مُودِيعِين) هي محطة قطار للركاب تابعة لخطوط السكك الحديدية الإسرائيلية تخدم مدينة موديعين-مكابيم-ريعوت وضواحيها. تقع أرصفة المحطة بين مسارات طريق رقم 431 على سكة حديد موديعين - عنابة.

## تاريخ
بدأ تخطيط إقامة خط سكة حديد إلى موديعين في التسعينيات بالتزامن مع تأسيس المدينة. في عام 1997 أعلنت وزارتا المالية والبنية التحتية أنهما تجريا النظر في إمكانية خصخصة الخط ليؤسسه ويشغله رائد أعمال من القطاع الخاص، لكن القرار لم ينفذ. في عام 2000 بدأت بلدية موديعين في الترويج لتخطيط محطة في منطقة الأعمال المركزية بالمدينة لتكون المحطة النهائية على خط سكة حديد تل أبيب - مطار بن غوريون، بهدف افتتاحها في عام 2004. في سبتمبر 2002 تم نشر مناقصة بناء الخط، فازت شركتا «تير-آرما» و«دانيا سيبوس» بمناقصات بناء البنية التحتية للسكة الحديدية. في يونيو 2003 تم نشر مناقصة إنشاء المحطة، وافتتحت المحطة في 1 سبتمبر 2007.

## مبنى المحطة
في المحطة رصيفين جانبين. يمكن الخروج من المحطة من كلا الرصيفين عبر ممر تحت الأرض. يوجد بجوار المحطة موقف سيارات مجاني يتسع لحوالي 300 مركبة.

## خطوط القطارات
خلال معظم ساعات النهار، يتوقف في المحطة قطارين كل ساعة نحو تل أبيب وحيفا على خط نهاريا، كما يتوقف أيضًا قطارين كل ساعة نحو محطة قطار موديعين - مركز. تستغرق الرحلة إلى محطة تل أبيب هشالوم حوالي 27 دقيقة وإلى حيفا حوالي ساعة و 35 دقيقة. كما تستغرق رحلة العودة من محطة تل أبيب هشالوم حوالي 31 دقيقة.
من المتوقع أن يُفتتح في مارس 2022 خط جديد إلى القدس، ليخدم هذه المحطة والمحطة المجاورة (موديعين - مركز) لتكون رحلة مُباشرة (دون حاجة التوقف والتحويل في مطار بن غوريون) من شأنه تقليل وقت السفر من موديعين إلى القدس بشكل كبير.